# Nemoria anae
Nemoria anae là một loài bướm đêm trong họ Geometridae.